# One Foot in the Grave
One Foot in the Grave é o quarto álbum de estúdio do cantor Beck, lançado em agosto de 1994.
Em julho de 2008, o disco tinha vendido 168 mil cópias nos Estados Unidos.

## Faixas
Todas as músicas por Beck, exceto onde anotado.
1. "He's a Mighty Good Leader" (tradicional) – 2:41
2. "Sleeping Bag" – 2:15
3. "I Get Lonesome" – 2:50
4. "Burnt Orange Peel" – 1:39
5. "Cyanide Breath Mint" – 1:37
6. "See Water" – 2:22
7. "Ziplock Bag" – 1:44
8. "Hollow Log" – 1:53
9. "Forcefield" (Beck/Samual Montgomery Jayne) – 3:31
10. "Fourteen Rivers Fourteen Floods" – 2:54
11. "Asshole" – 2:32
12. "I've Seen the Land Beyond" – 1:40
13. "Outcome" – 2:10
14. "Girl Dreams" – 2:02
15. "Painted Eyelids" – 3:06
16. "Atmospheric Conditions" (Beck/Calvin Johnson) – 2:09

## Créditos
- Beck – Baixo, guitarra, bateria, vocal
- Calvin Johnson – Vocal
- Chris Ballew – Baixo, guitarra
- James Bertram – Baixo
- Sam Jayne – Vocal
- Scott Plouf – Bateria